# Église Saint-Élie de Ba
Pour les articles homonymes, voir Église Saint-Élie.
L'église Saint-Élie de Ba (en serbe cyrillique : Црква Светог Илије у селу Ба ; en serbe latin : Crkva Svetog Ilije u selu Ba) est une église orthodoxe serbe serbe située à Ba, dans la municipalité de Ljig et dans le district de Kolubara en Serbie. Elle est inscrite sur la liste des monuments culturels protégés de la république de Serbie (no SK 959).

## Présentation

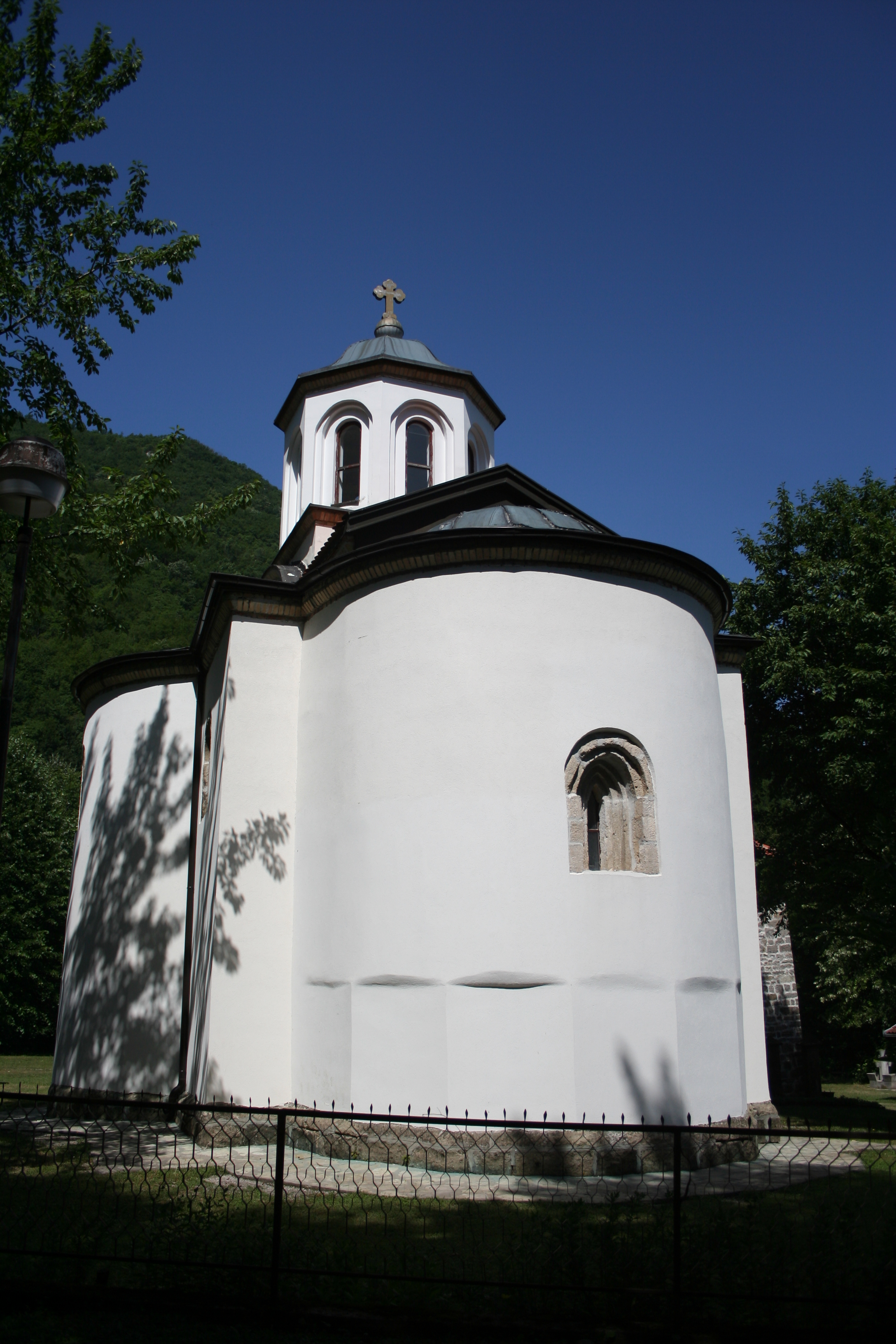
Le chevet de l'église

L'église a été construite à l'époque du despote Stefan Lazarević, c'est-à-dire entre 1402 et 1427.
L'église, qui mesure 21,5 m de long sur 10,5 m de large, est composée à l'intérieur d'un narthex, d'une nef et d'un chœur ; elle est dotée de voûtes hémisphériques. Le portail principal est décoré de montants de portes en pierres, tandis que les fenêtres, situées assez haut dans les façades, sont en demi-cintre et sont décalées vers l'intérieur de l'édifice[réf. nécessaire].
Après le tremblement de terre de 1998, l'église a été gravement endommagée et d'importants travaux de restauration ont été réalisés.

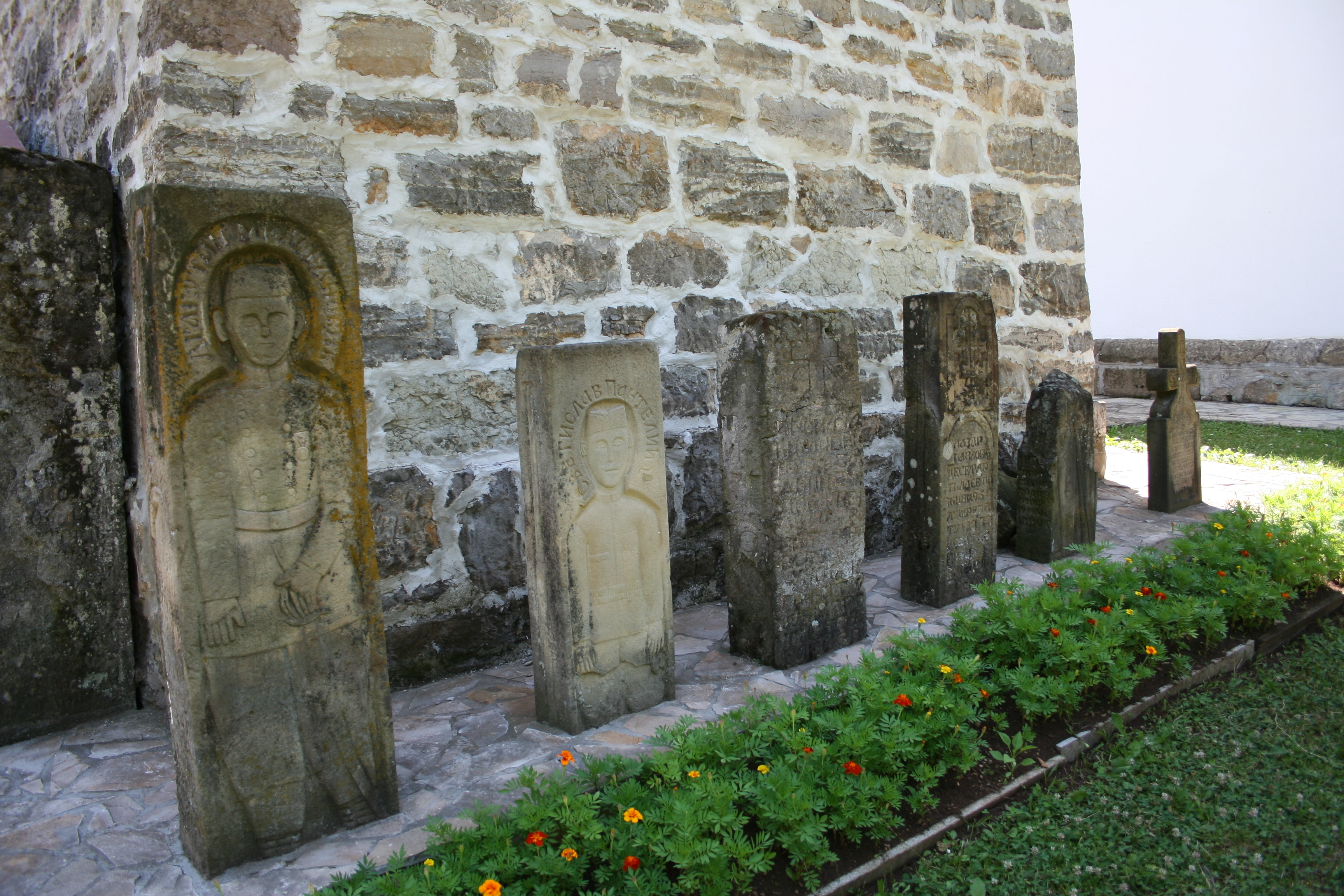
Pierres tombales près de l'église.
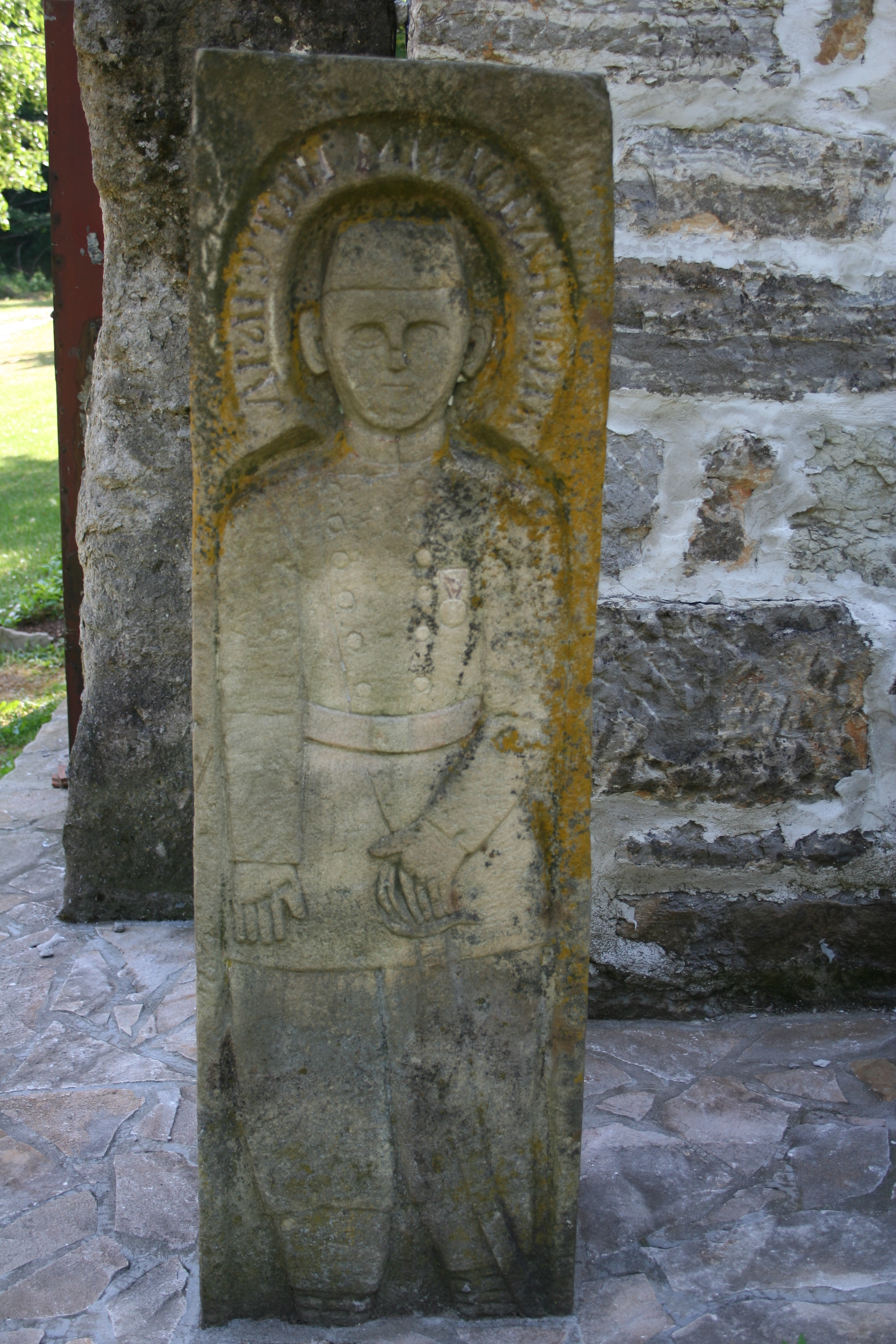
Détail de pierre tombale.
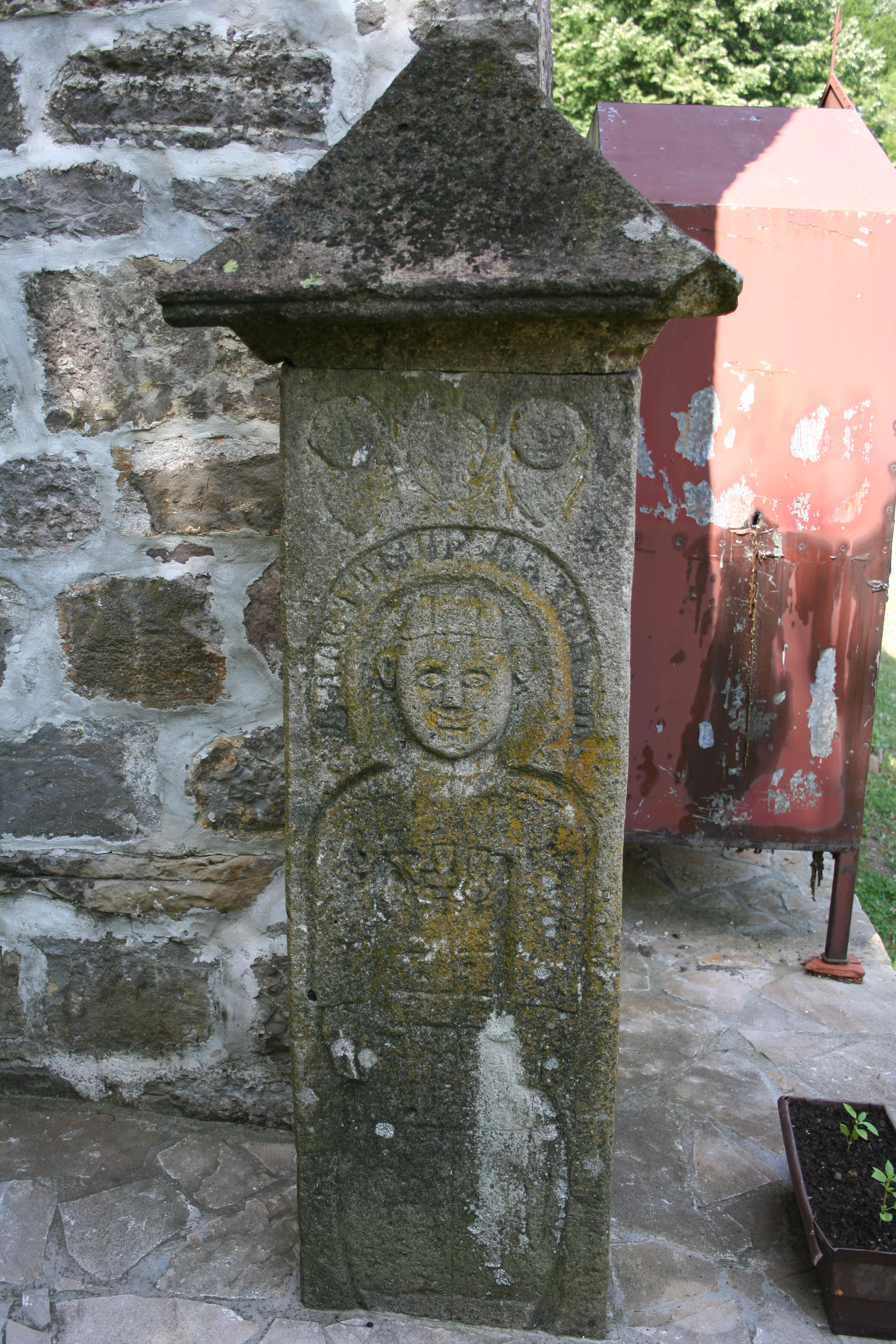
Détail de pierre tombale.
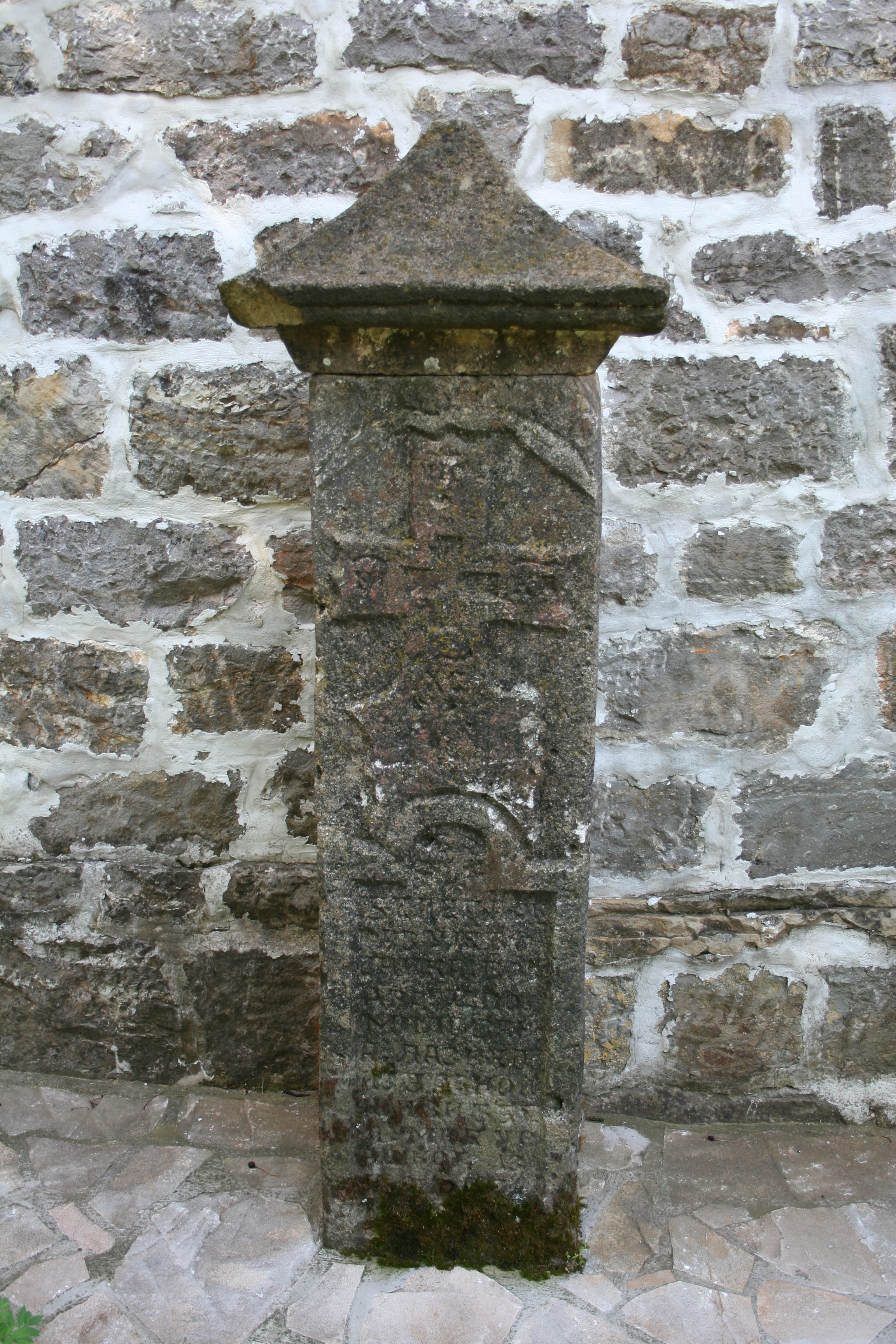
Détail de pierre tombale.